# Eufemia av Kiev
Eufemia av Kiev, född okänt år, död 1139, var en ungersk drottning, gift med kung Koloman av Ungern. Eufemia ertappades med äktenskapsbrott och sändes tillbaka till Kiev, där hon födde en son, Boris, som maken vägrade ta på sig faderskapet för. Hon tillbringade resten av livet i kloster. 